# Эмилианские глоссы

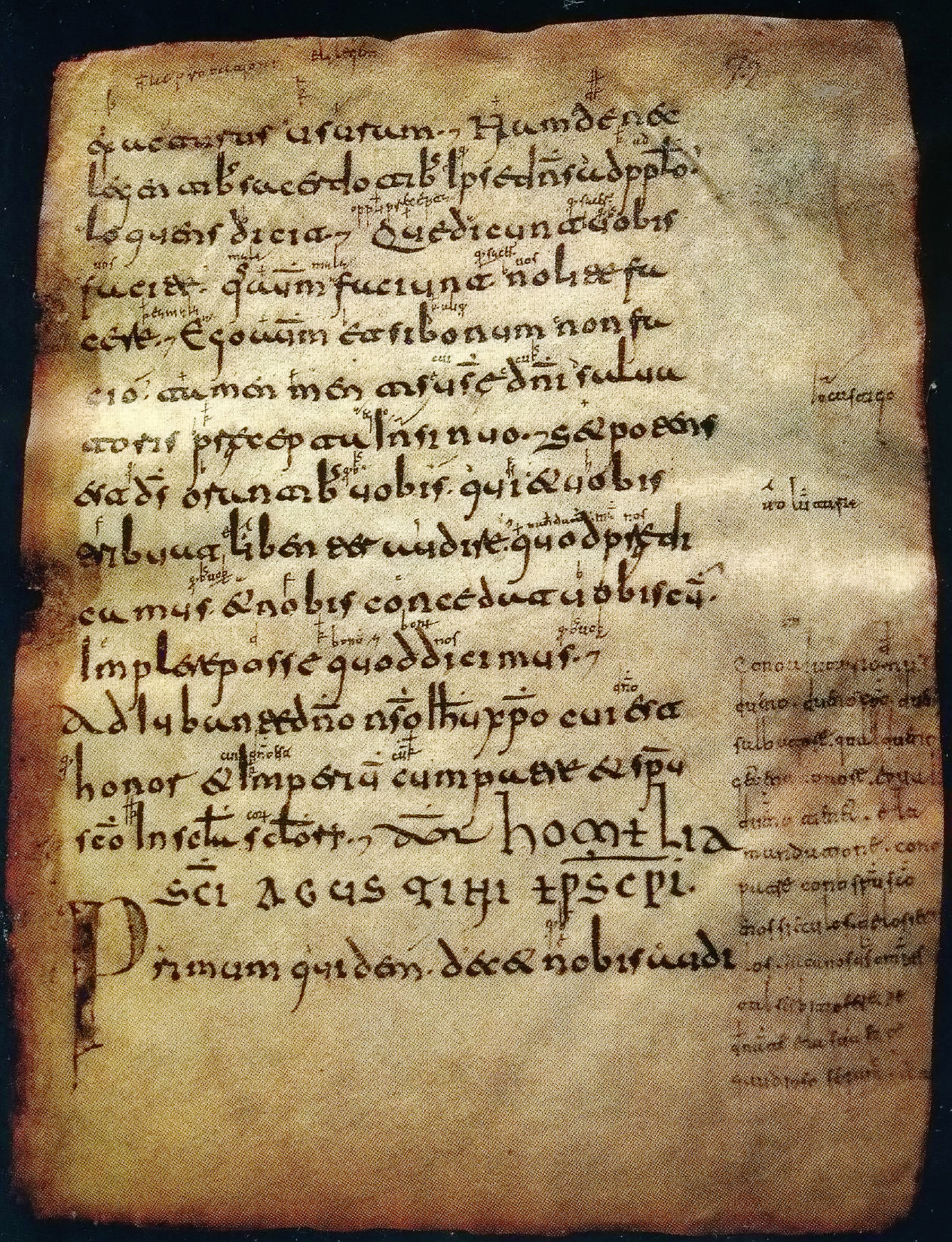
Страница 72 кодекса Aemilianensis 60, в правом нижнем углу находится глосса с молитвой

Эмилианские глоссы — пометки (глоссы) на полях и между строк латинского кодекса Aemilianensis 60 IX—X веков, созданного в монастыре Сан-Мильян-де-Сусо.
Эмилианские глоссы считались самыми первыми записями на одном из иберо-романских языков, возможно наваррско-арагонском, однако традиционно атрибутируемом как староиспанский. В 2010 году Королевская академия испанского языка объявила о том, что более ранние испаноязычные записи можно найти в вальпуэстских картуляриях (исп.).
Наиболее длинная глосса находится на 72-й странице кодекса и представляет собой молитвенное обращение ко Христу: «Con o aiutorio de nuestro / dueno Christo, dueno / salbatore, qual dueno / get ena honore et qual / duenno tienet ela / mandatione con o / patre con o spiritu sancto / en os sieculos de lo siecu / los. Facanos Deus Omnipotes / tal serbitio fere ke / denante ela sua face / gaudioso segamus. Amen».
Кодекс также содержит два коротких комментария на баскском языке: jzioqui dugu и guec ajutuezdugu (в современной орфографии, вероятно, izioki dugu и g(u)ek ajutu ez dugu). Что обозначают слова izioki и ajutu, доподлинно не известно, однако здесь распознаются глагольные показатели «ki» и «tu», а также формы вспомогательного глагола «dugu», местоимения «gu» — «мы» и отрицание «ez».